# 华西忍冬
华西忍冬（学名：Lonicera webbiana）是忍冬科忍冬属的植物。分布于克什米尔、阿富汗、欧洲、不丹以及中国大陆的四川、宁夏、西藏、甘肃、湖北、山西、陕西、云南、江西、青海等地，生长于海拔1,800米至4,000米的地区，多生于针阔叶混交林、山坡灌丛中及草坡上，目前尚未由人工引种栽培。

## 异名
- Lonicera tatsiensis Franch.
- Lonicera webbiana Wall. ex A. DC. var. lanpingensis Y. C. Tang
- Lonicera webbiana Wall. ex A. DC. var. mupinensis (Rehd.) Hsu et H. J. Wang